# Запис Маринковића и Вучковића орах (Глоговац)
Запис Маринковића и Вучковића орах (Глоговац) се налази на парцели чији је власник Вучковић Живадинка.

## Локација
| Општина             | Јагодина                                                                    |
| Катастарска општина | Глоговац                                                                    |
| Потес               | Кључ                                                                        |
| Координате          | 44° 02′ 02″ С; 21° 18′ 32″ И / 44.033999999999999° С; 21.308800000000002° И |
| Надморска висина    | 115m                                                                        |

## Карактеристике
Дендрометријске вредности утврђене на терену и сателитским снимцима:
| Стабло                     | Орах |
| Висина стабла              | m    |
| Обим дебла                 | m    |
| Пречник крошње             | 12m  |
| Пречник дебла              | m    |
| Висина дебла до прве гране | m    |

## База записа
Запис је у оквиру Викимедија пројекта "Запис - Свето дрво" заведен под редним бројем 0633.